# Санта-Крус-ду-Шингу
Санта-Крус-ду-Шингу (порт. Santa Cruz do Xingu) — муниципалитет в Бразилии, входит в штат Мату-Гросу. Составная часть мезорегиона Северо-восток штата Мату-Гроссу. Входит в экономико-статистический микрорегион Норти-Арагуая. Население составляет 1483 человека на 2006 год. Занимает площадь 5625,401 км². Плотность населения — 0,3 чел./км².

## Статистика
- Валовой внутренний продукт на 2003 год составляет 16 348 853,00 реалов (данные: Бразильский институт географии и статистики).
- Валовой внутренний продукт на душу населения на 2003 год составляет 12 772,54 реала (данные: Бразильский институт географии и статистики).